# Alain Escalle
« Escalle » redirige ici. Pour l’article homophone, voir Escale.
Alain Escalle, né le 27 mai 1967 à Argelès-sur-Mer (Pyrénées-Orientales), est un réalisateur français.

## Biographie
Réalisateur et artiste plasticien, Alain Escalle suit des études en Arts appliqués à Nîmes puis en Cinéma à Toulouse et à Rennes. Assistant réalisateur et story-boarder de 1990 à 1993, il découvre en 1991, l'univers naissant de l'image numérique vidéo, alors qu'il travaille pendant quelques semaines comme assistant infographiste sur les effets visuels du court métrage "M or Man, Music and Mozart" du réalisateur anglais Peter Greenaway. L'univers artistique généré par ce nouveau média sera déterminant dans son approche future des métiers du digital. Une ouverture soudaine vers les mondes numériques. Il enchaine très vite la réalisation de projets de recherches personnelles, puis un an plus tard suivront des collaborations vers le Japon, l'Allemagne,  l'Angleterre et le Canada, alors en demande d'une touche dite française (French Touch).
Après Mirage illimité (œuvre co-réalisée avec Maurice Benayoun et récompensée par un prix Pixel INA Imagina à Monaco en 1992), et une installation vidéo intitulée Le radeau de la Méduse, Dérives (exposée au Palais de Tokyo en 1993), il réalise un premier court-métrage D'après le naufrage (Prix pixel INA Imagina 1994, catégorie Art, Prix SCAM 1994 de l'œuvre numérique).
Ses différents voyages l'entraînent au Japon durant sept années. Quarante séjours qui lui permettront de réaliser en 2001 le court métrage: Le conte du monde flottant. Ce film est une vision poétique du Japon autour du bombardement d'Hiroshima. Grand Prix Imagina 2002 (ce film de court métrage remporte le Grand Prix devant les longs métrages: Shrek, Le Seigneur des anneaux : La Communauté de l'anneau, Le Fabuleux Destin d'Amélie Poulain). Présélection César du cinéma 2003, prime à la qualité CNC (Centre national de la cinématographie, prix SCAM 2002 de l'œuvre numérique qui récompense par la même occasion l'ensemble de son travail. Le film se verra ensuite intégré à un programme sur pellicule nommé Regard numérique regroupant tous ses courts-métrages.
L'année 2004 sera celle d'une première incursion dans l'univers du spectacle vivant avec Rock de chambre un concert de Jean-Philippe Goude, présenté à Rennes durant le Festival Les Tombées de la Nuit au Théâtre de l'Air Libre, puis au Théâtre national de Bretagne et en tournée au Café de la danse à Paris.
S'il collabore au monde de la publicité depuis ses débuts, c'est en 2004 qu'il réalise la campagne internationale pour le parfum Miracle de Lancôme avec l'actrice Diane Kruger puis l'année suivante Manga maker, l'alchimiste du parfum pour le lancement du parfum du couturier Jean-Paul Gaultier, Gaultier Puissance2. Pour lequel il réalise un court métrage ainsi que l'habillage du site web officiel du parfum.
En 2006, nouvelle collaboration dans le monde du spectacle vivant avec la chanteuse Mylène Farmer qui lui propose de réaliser les projections géantes tout au long de la série des concerts au Palais omnisports de Paris-Bercy et de faire la première partie de ses spectacles Avant que l'ombre... À Bercy en présentant son film Le conte du monde flottant devant près 200 000 spectateurs pendant treize jours. Leur collaboration se poursuivra par la suite avec la tournée 2009 de la chanteuse qui se terminera par des shows au Stade de France et en Belgique au Stade Roi Baudouin et par la réalisation du clip musical C'est dans l'air diffusé le 15 avril 2009 et en novembre 2010 le clip musical de la chanson Leila sur une musique du groupe Archive, composée par Darius Keeler.
En 2006, il débute un long travail de création et de recherche qui se finalise en 2013 pour aboutir au film Le livre des morts, un film onirique sur les fantômes de l’histoire humaine et la Shoah. Une mémoire fragmentée. Moyen métrage poétique diffusé en avant première sur la chaine Franco/Allemande Arte en février 2013. Un parcours imaginaire sur la thématique du triangle rose et des camps d’exterminations durant la seconde guerre mondiale (Sélection officielle Festival international du court métrage de Clermont-Ferrand 2013, Best Experiemental Film Award au Festival international du court métrage de Busan).
Il fonde en 2008, le Studio AE (Studio Alain Escalle) un lieu de création, de développement et de recherches pour son travail d'images numériques. La structure déménage en 2015 vers le sud de la France dans les Pyrénées-Orientales.
Alain Escalle se retire en 2013 d'une carrière commerciale et se concentre sur une œuvre personnelle de courts métrages oscillant entre narrations et expérimentations libres. Il développe un travail de recherche visuelle sur l'inconscient collectif, parcourant l’histoire du monde et celle des Arts, comme NTT Data, Dali's World autour du peintre Salvador Dali, en 2015 avec son Da Vinci Project autour de l’œuvre de Léonard de Vinci et des peintres de la renaissance, ou encore le projet Pompéï, la Villa des Mystères réalisé en 2024. Un monde hybride animé entre réel et imaginaire.
Avec Final Gathering en 2016, il entame un diptyque sur le thème du deuil. Puis, vient un court métrage dansé intitulé Etreintes, réalisé en 2020, qui clôture ce cycle. Il en signe la réalisation, l'animation, le scénario et pour la première fois compose la bande originale musicale ainsi que la chorégraphie.
Il développe aujourd'hui un nouveau projet de film de moyen métrage dont la thématique est un conte fantastique. Le titre du film qui est en cours de réalisation est à ce jour inconnu.

## Filmographie

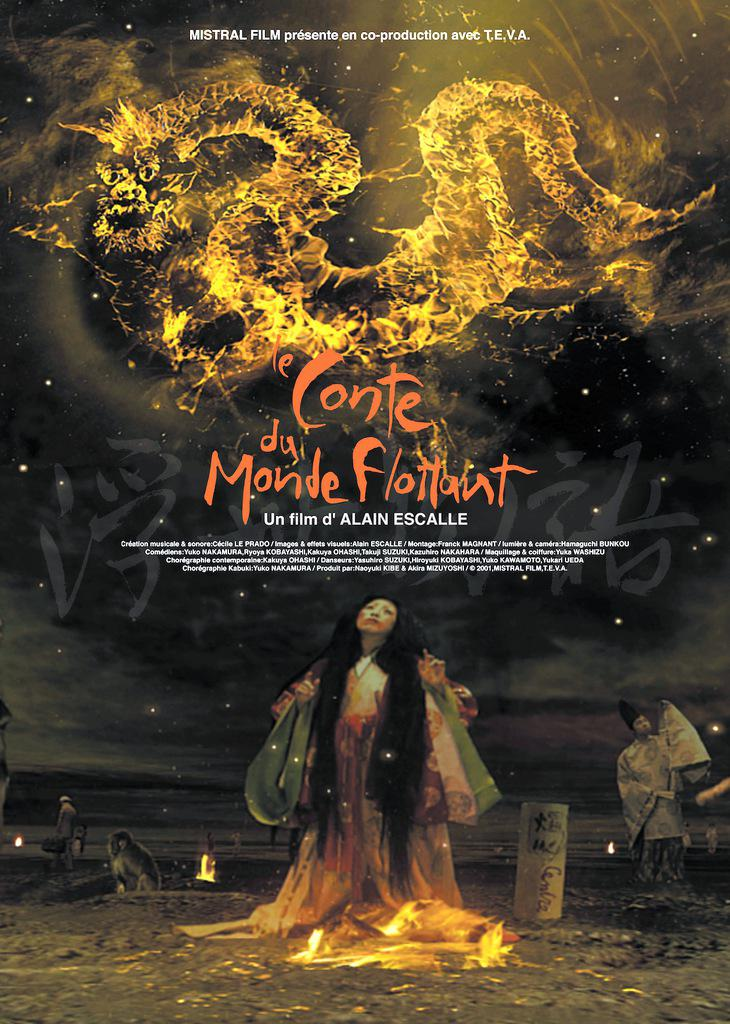
Affiche du Conte du monde flottant (2001).

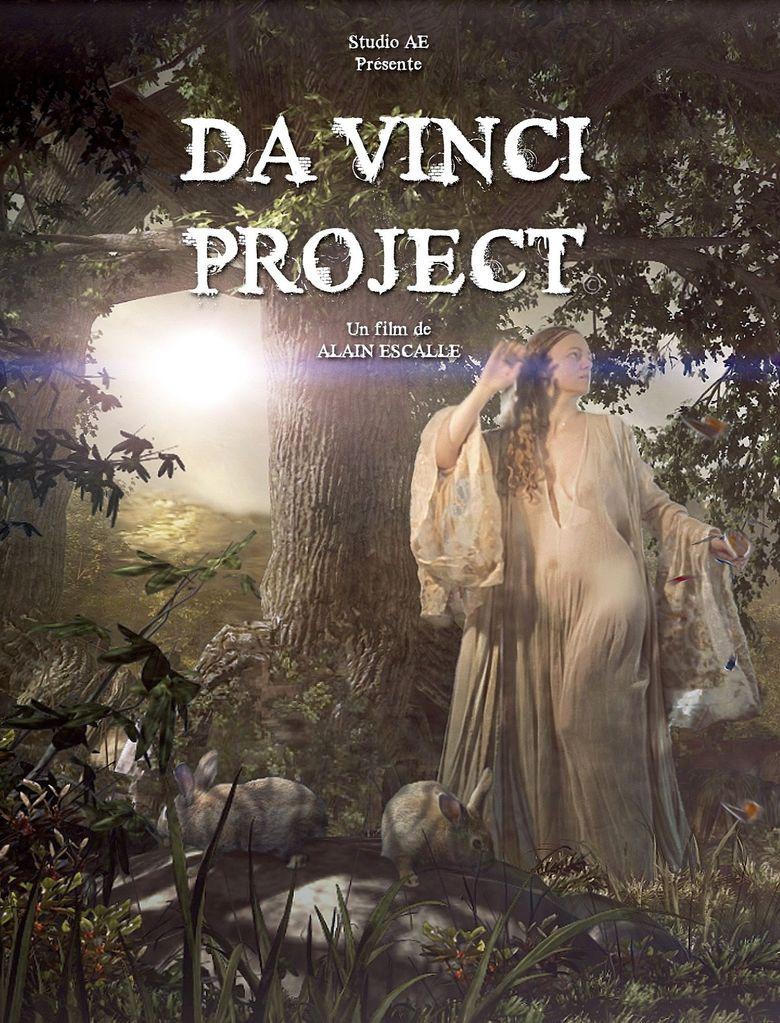
Affiche du film Da Vinci Project (2015).

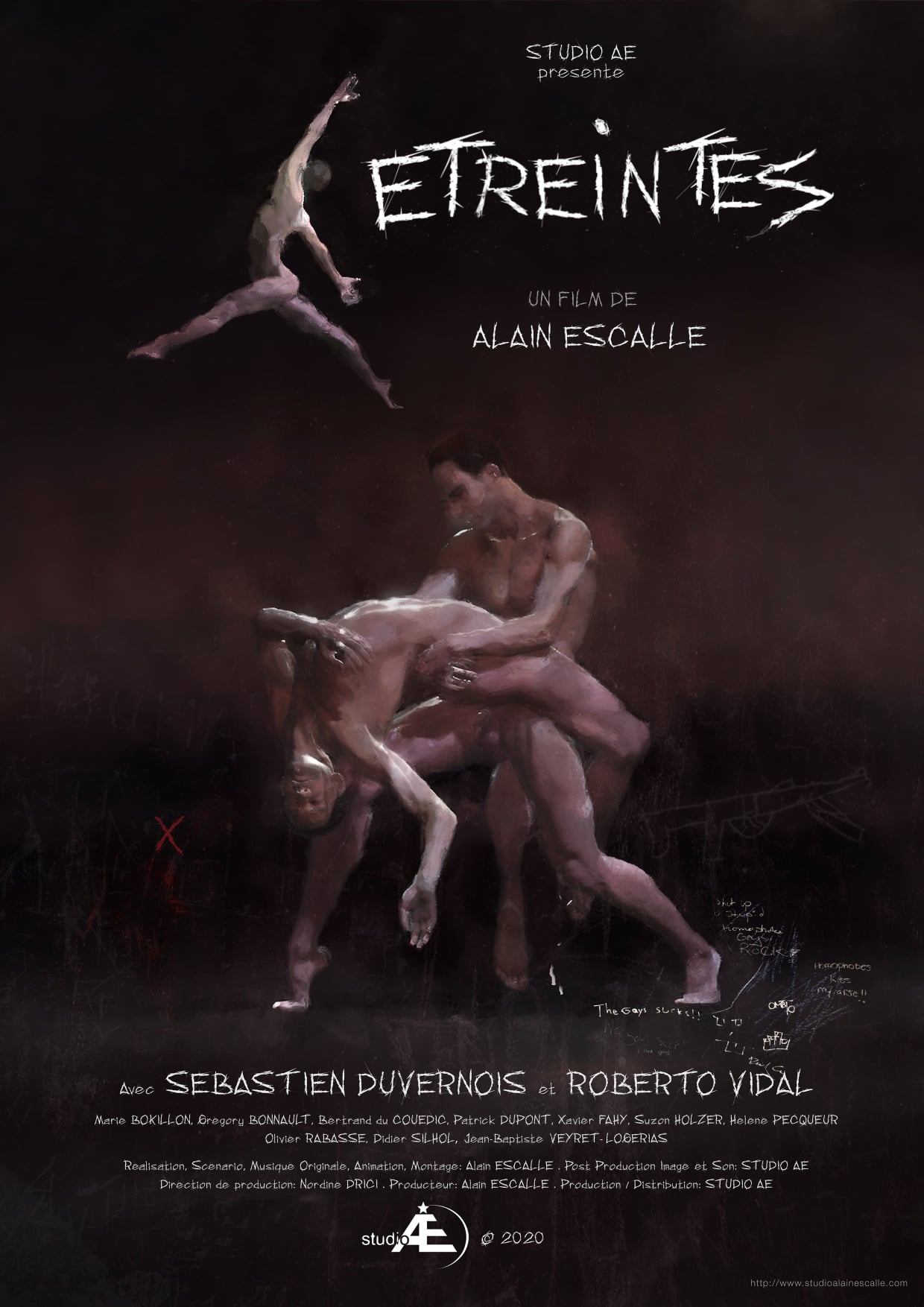
Affiche du court-métrage Etreintes (2020).

- 1992 : Mirage illimité (Habillage, prix Imagina 1992)
- 1993 : Le Radeau de la Méduse, Dérives (installation vidéo, Palais de Tokyo)
- 1994 : D'après le naufrage (court métrage)
- 1995:  Grand Canal "Logo" (Habillage)
- 1996 : Éphémères (installation vidéo, Slovénie)
- 1997 : La Belgique, le pays où Icare s'est noyé (habillage, ArteTV)
- 1997:  De Bouche à Oreille (Habillage)
- 1997 : Icarus's Drownings (court métrage)
- 1997 : NTT Data (publicité japonaise)
- 1999 : LVMH, De l'autre côté du miroir (image de marque Institutionnelle)
- 2000 : EDF, Electricité De France (publicité française)
- 2001 : Le Conte du monde flottant (court métrage)
- 2001 : Fontevraud, l'âme et la pierre (fresque numérique pour l'Abbaye Royale de Fontevraud))
- 2001 : L'Apocalypse selon saint Jean (NHKTV, Japon)
- 2002 : L'Objet du désir… (court métrage)
- 2002 : Dripping, Ground Zero (installation vidéo, Tokyo)
- 2002 : Je serai flamme (installation vidéo, e-magiciens, Valenciennes)
- 2002 : La Nature des choses (animation chaînée, Valenciennes)
- 2002 : Regard numérique (compilation de ses films sur support 35 mm)
- 2002 : Sur le seuil (réalisation de séquences oniriques pour le long métrage d'Éric Tessier)
- 2003 : Jean-Philippe Goude, Rock de chambre (Images de scène)
- 2004 : Miracle de Lancôme (publicité internationale pour Lancôme, avec Diane Kruger)
- 2005 : Fantôme d'amour (installation vidéo, château de Talcy)
- 2005 : Manga maker, l'alchimiste du parfum (Court métrage publicitaire pour le parfum Jean-Paul Gaultier Puissance 2)
- 2006 : Avant que l'ombre... À Bercy (Images de scène et première partie du spectacle de Mylène Farmer)
- 2006 : Luminus, la légende de Klaas Obscura
- 2006 : Moringa 3  - Reason (music vidéo)
- 2008 : Ashes Factory (projet d'installation pluridisciplinaire)
- 2008 : Ysa Ferrer, Imaginaire Tour 2008 (Images de scène)
- 2008 : Les Voyages d'Ibn Battuta et la route de la soie (5 films haute résolution pour le spectacle global Freej Folklore à Dubaï)
- 2009 : Mylène Farmer : C'est dans l'air[1] (music vidéo)
- 2009 : Mylène Farmer Tournée 2009 (Images de scène)
- 2009 : Mylène Farmer "Tournée des stades" (Images de scène)
- 2010 : Mylène Farmer : Leila (music vidéo)
- 2012 : A Sleeping Beauty (court métrage)
- 2013 : Le Livre des morts (moyen métrage)
- 2015 : Da Vinci Project (court métrage)
- 2016 : Final Gathering (court métrage Expérimental / Art vidéo)
- 2018 : Le Livre des morts - Edition spéciale (moyen métrage)
- 2020 : Etreintes (court métrage)
- 2024 : Pompéï, La Villa des Mystères (court métrage)
- 2028 : Titre encore inconnu (court métrage fantastique en cours de fabrication)

## Musique de films
- 2016 : Final Gathering (Court métrage Expérimental / Art vidéo)
- 2020 : Etreintes (Court métrage)
- 2025 : Dripping, Ground Zero (Bande musicale pour la version ccourt métrage)
- 2025:  Le Radeau de la Méduse, Dérives (Bande musicale pour la version court métrage)

## Direction artistique, Effets visuels & Animation
Liste Non-Exhaustive
- 1991 :  M or Man, Music and Mozart (Assistant infographiste, Court métrage, Peter Greenaway)
- 1992 : Cités Antérieures: Sienne (Art vidéo, Christian Boustani)
- 1992 : TOTAL! (Art vidéo, Hervé Nisic)
- 1994 : Edifice (Art vidéo, Franck Magnant)
- 1994:  Enigma, "Out from the Deep" (Vidéo musicale, Angel Gracia)
- 1995 : Cités Antérieures: Bruges (Art vidéo, Christian Boustani)
- 1996:  Sandra, "Night in White Satin" (Vidéo musicale, Angel Gracia)
- 1996 : Cosmogonie (Documentaire TV, Maurice Benayoun)
- 1998 : A Viagem (Court métrage de commande / Christian Boustani pour © "Expo 98", Lisbonne, Portugal)

## Expositions muséales
Par ordre chronologique
- 1993 : Installation vidéo Le Radeau de la Méduse, Dérives au Palais de Tokyo (Art 3000, Paris)
- 1996 : Installation vidéo Éphémères/Nocturnal Lives (Maribor, Slovénie)
- 1996 : Installation numérique pérenne L'Âme et la Pierre (abbaye de Fontevraud, France)
- 2001 : Exposition collective No Foot Las Night, film L'Objet du Désir (Niigata, Japon)
- 2002 : Exposition photographique et installations vidéos, festival les e-magiciens (Théâtre Le Phénix, Valenciennes)
- 2003 : Exposition photographique, Festival international du court métrage de Clermont-Ferrand
- 2003 : Exposition collective de story-boards (SCAM, La Société civile des auteurs multimédia)
- 2003 : Exposition collective de story-board (expos SCAM reprise au Musée d'art Roger-Quilliot de Clermont-Ferrand)
- 2003 : Installation vidéo Le Radeau de la Méduse, dérives et Dripping, Ground Zero au Musée d'art Roger-Quilliot de Clermont-Ferrand
- 2003 : Rétrospective globale (films personnels et commandes) à Budapest (KIBLA, Hongrie)
- 2004 : Exposition photographique au cinéma Le Métropolis (Charleville-Mézières)
- 2007 : Digital Tales, anthologie de travaux (Bolzano, Italie)
- 2009 : Ashes Factory, parcours pluridisciplinaire d'exposition photographiques et d'installations vidéos
- 2014 : Le livre fait son cinéma (Exposition collective du 1er février au 8 juin 2014, Musée des manuscrits du Mont Saint-Michel "Le scriptorial", Avranches)
- 2017 : Final Gathering - Installation vidéo - #Tadaex/Videoformes, du 1er au 5 dec 2017 au Mohsen Gallery à Téhéran
- 2017: Carte Blanche Festival d'Art Vidéo Traverses, Toulouse

## Prix et récompenses
(Liste non exhaustive)
Pour Mirage illimité :
- 1992 : Premier prix Pixel INA imagina 92 (catégorie habillage et générique)
- 1993 : Best Electronic Special Effects, International Monitor Awards, Los Angeles
- 1993 : Best Video Paint Design, International Monitor Award, Los Angeles
- 1993 : Nomination Best Computer Animation, International Monitor Awards, Los Angeles

Pour D’après le naufrage :
- 1994 : Troisième prix Pixel INA Imagina (catégorie Art)
- 1994 : Prix SCAM de l’œuvre numérique

Comme Directeur Artistique & VFX pour Cités antérieures : Bruges :
- 1996 : Premier prix Pixel INA Imagina (catégorie Art)
- 1996 : Prix du Prix Ars Electronica (catégorie Art)

Comme Directeur Artistique & VFX pour A Viagem (Pavillon du Portugal de l'Expo '98, Lisbonne, Expo '98) (as Art director) :
- 1998 : Troisième prix Pixel INA Imagina (catégorie Art)
- 1998 : Aspen Film festival (catégorie animation, court-métrage)
- 1998 : Prix pour les effets visuels du Prix Ars Electronica (catégorie court métrage, Linz, Autriche)

Pour Le Conte du monde flottant :
- 2001 : Prix du Conseil d’Europe (Festival vidéo de Locarno)
- 2001 : Prix de l’œuvre numérique au FCMM (Festival du nouveau cinéma de Montréal, Canada)
- 2001 : Mention d’honneur du (Prix Ars Electronica, Linz, Autriche)
- 2002 : Grand prix 2002 Imagina (le film remporte le Grand Prix 2002 devant Shrek, Le Seigneur des anneaux, Le Fabuleux Destin d'Amélie Poulain)
- 2002 : Grand prix SCAM de l’œuvre numérique pour Le Conte du monde flottant et l'ensemble de son travail
- 2002 : Meilleure bande sonore et musicale (Festival international du court métrage de Clermont-Ferrand)
- 2002 : Meilleurs effets visuels aux Lutins du cinéma
- 2002 : Meilleure bande sonore aux Lutins du cinéma
- 2002 : Prix du film numérique (Digital Content, Tokyo, Japon)
- 2002 : Grand prix en images de synthèse (Nicograph, Tokyo, Japon)
- 2002 : Prime à la qualité du Centre national de la cinématographie
- 2002 : Mention spéciale du jury (festival Arcipelago (Rome, Italie)
- 2002 : Sélection court-métrage (Festival du cinéma d'animation d'Annecy, France)
- 2002 : Sélection court-métrage (Festival Sundance, États-Unis)
- 2002 : Sélection court-métrage (Festival de Rotterdam, Pays-Bas)
- 2003 : Présélection aux Césars du cinéma 2003

Pour Le Livre des Morts :
- 2013 : Experimental Film Award (Festival international du court métrage de Busan)
- 2013 : Masterclass Gryphon Award (Giffoni Experience Film Festival)
- 2013 : Best Experimental Award - Grand Prix (FLICKERS: Rhode Island International Film Festival (RIIFF))
- 2013 : Best Experimental Short (California International Shorts Festival)
- 2013 : Special Jury Mention (FIKE 2013)
- 2013 : Golden Glovie High Score Recognition (Glovebox Animation Film Festival, Boston)
- 2013 : Crystal Pine, Best Original Score / Short (International Samobor Film Music Festival)
- 2013 : Best Animation Film Showcase (The daring independent film festival, Toronto, Canada)
- 2013 : Royal Reel Winner (Canada International Film Festival, Vancouver, Canada)
- 2014 : Grand Prix Athena (Animfest 2014, Athens, Greece)
- 2015 : Cinematic Achievment Award TISFF 2015 (Thessalonique International Short Film Festival, Greece)

Pour Da Vinci Project :
- 2015 : Best Experimental Film Award (CanadaShort Film Festival 2015)

Pour Etreintes :
- 2021 : Cinematic Achievment Award TISFF 2021 (Thessalonique International Short Film Festival, Greece)
- 2021 : Soundtrack Award (Bucharest Shortcut Cinefest 2021)